# Rubén Galindo
Rubén Galindo Ubierna o Rubén Galindo Jr. (Ciudad de México, 25 de mayo de 1962) es un productor de cine y televisión mexicano.
Actualmente es productor ejecutivo en Televisa. 
Además es director general del periódico de espectáculos Famosos Express.

## Biografía

### Primeros años
Rubén Galindo nació en la Ciudad de México el 25 de mayo de 1962. Hijo del cineasta Rubén Galindo Aguilar, cursó el 7.º grado —o primero de secundaria— en el internado Saint Michaels University School en la ciudad de Victoria, Canadá. La preparatoria la cursó en la Universidad La Salle en la Ciudad de México y realizó sus estudios profesionales en la Universidad de California en Los Ángeles (UCLA) en donde estudió Artes y Ciencias de Cine y Televisión. 

### 1983-2000: Producciones
En 1983 regresa a México y junto a Carlos Valdemar coescribe el guion de su primera película, Cementerio del terror, con la que obtiene varios reconocimientos, entre ellos los de El Heraldo de México, la Diosa de Plata y el Águila de Oro, premio que otorgaba la entonces asociación de Exhibidores Cinematográficos Hispanos en Estados Unidos. 
En los primeros años de su carrera como director realiza diez largometrajes, cinco en 35 mm y dos de ellos filmados en inglés, entre los que destacan Cementerio del terror, Enemigos a muerte, Ladrones de tumbas, Don’t Panic [Dimensiones Ocultas] y Summer Eagle [Águila de verano]. Sus otros cinco largometrajes se filman en 16 mm. Mutantes del Año Dos Mil y Resucitaré para matarlos son los más representativos del género de terror que fascinó al cineasta en sus inicios.
Hacia el inicio de los años 1990, Galindo incursiona en los videoclips musicales y realiza más de 50, entre los que se encuentran: África de Ilse, Señora de las cuatro décadas de Ricardo Arjona, Ayer de Luis Miguel, Alborada de Laureano Brizuela, Media naranja y Gatos en el balcón de Fey, Amiga mía de Yuri. Otros artistas para los que realizó vídeos musicales fueron: Thalía, Lucía Méndez, Ana Gabriel, Alejandro Fernández, Aranza, Lisset, el grupo Magneto, Alberto Vázquez, César Costa, Charly Massó de Menudo, Marcelo Cezán.
En 1996 ingresa a TV Azteca, donde coescribe y coproduce la telenovela Al norte del corazón. En 1999 ingresa a Televisa, donde se consolida su faceta como productor de televisión. 
Entre otros programas ha producido especiales como El recuento de los daños: La Investigación y Gloria ¿de los Ángeles? sobre el caso Gloria Trevi y el Clan Trevi-Andrade, Día de perros, la telenovela Amy, la niña de la mochila azul, Iniciativa México(2011) y América celebra a Chespirito(2012).

### 2000's-actualidad como productor ejecutivo
Galindo ha producido en Televisa diferentes proyectos de realitys shows y series, algunos junto con su primo-hermano Santiago Galindo, aquí una lista de los siguientes programas: 
Realitys
- Bailando por un sueño (2005, 2014, 2017)
- Cantando por un sueño (2006)
- Reyes de la canción (2006)
- Bailando por la boda de mis sueños (2006)
- Cantando y Bailando por un sueño de Navidad (2006)
- Los 5 magníficos (2007)
- Buscando a Timbiriche: La Nueva Banda (2007)
- Campeonato Mundial de Bailando por un Sueño (2007)
- El show de los sueños (2008)
- Los reyes del show (Especial navideño) (2008)
- Hazme reír y serás millonario (2009)
- Me quiero enamorar (2009)
- Pequeños gigantes (2011-2012, 2018-2020)
- Parodiando (2012-2013, 2015)
- Lo que más quieres (2013)
- Me pongo de pie (2015)
- El retador (2021-2022) [4]

Series
También produjo la bioserie sobre la vida de la cantante Lupita D'Alessio; Hoy voy a cambiar, la serie Sin miedo a la verdad y la serie biográfica de Pedro Infante.